# Трудна
Трудна (пол. Trudna) — село в Польщі, у гміні Ліпка Злотовського повіту Великопольського воєводства.
Населення — 135 осіб (2011).
У 1975-1998 роках село належало до Пільського воєводства.

## Демографія
Демографічна структура станом на 31 березня 2011 року:
|          | Загалом | Допрацездатний вік | Працездатний вік | Постпрацездатний вік |
| -------- | ------- | ------------------ | ---------------- | -------------------- |
| Чоловіки | 67      | 18                 | 43               | 6                    |
| Жінки    | 68      | 19                 | 34               | 15                   |
| Разом    | 135     | 37                 | 77               | 21                   |